# Rabia Salihu Sa'id
Rabia Salihu Sa'id, su apellido también se escribe Said, Sai'id, y Saeed (21 de abril de 1963), es una física nigeriana, profesora de física atmosférica y de meteorología espacial, e investigadora en la Universidad de Bayero Kano.  Realiza investigaciones en atmosférica y física espacial, física de partículas, y electrónica. Sa'id es defensora y mentora de las jóvenes científicas en la Fundación Visiola y en Cuerpo de Paz; fue cofundadora de la Asociación de Mujeres Físicas de Nigeria. Es defensora y mentora de la educación en Ciencias, Tecnología, Ingeniería y Matemáticas (STEM) y es facilitadora del Programa de Ciudadanos Activos del British Council.
Sai'd ha recibido becas del Instituto de Física Aplicada de Berna, Suiza y de la Fundación Ford y ha sido becaria del Instituto Científico Africano (ASI). En 2015, recibió el Premio de la Fundación Elsevier para Mujeres Científicas en el Mundo en Desarrollo. También fue reconocida en 2015 por el British Council por su trabajo comunitario, y por la BBC como parte de su serie 100 Women (BBC).

## Vida personal
Rabia Sa'id nació en Wangara, un pueblo en Gezawa el área del gobierno local de Estado de Kano], al norte de Nigeria, donde las niñas tienen pocas oportunidades de educación, muchas se casan en la adolescencia, y se espera que las mujeres se queden en casa. Su padre, sin embargo, quería que se convirtiera en doctora. Era un oficial del ejército nigeriano.
Sa'id asistía a una escuela del Ejército en la parte superior de su clase. Decidió casarse a la edad de 18 años, una vez que se graduó de la escuela secundaria. Es madre de seis hijos. Dos de sus hijos necesitaban atención médica (uno de ellos nació con pie zambo y otro con enfermedad de células falciformes), lo que se sumó a su desafío personal de obtener títulos de educación superior.

## Educación y principio de carrera profesional
Sa'id comenzó su educación universitaria a la edad de 29 años y dirigió una guardería para pagar su educación. Es Licenciada en Ciencias, Maestría en Ciencias y Doctorado en Física por la Universidad Bayero de Kano. En septiembre de 1999, comenzó a trabajar como Asistente de Postgrado en la Universidad de Bayero. En 2002, en el Programa Internacional de Becas (IFP) de la Fundación Ford, estudió para una maestría en Medio Ambiente y Desarrollo de la Universidad de Reading] en el Reino Unido.

### Profesora
Comenzó a trabajar en 1999 para la Universidad Bayero, ahora es profesora de cursos de pregrado y postgrado en física atmosférica y de meteorología espacial. En abril de 2012, militantes del grupo islamista Boko Haram mataron a 16 personas e hirieron a muchas más en una iglesia del campus universitario, como parte de una campaña para eliminar la educación occidental y establecer un Estado islámico. Sa'id conocía a dos de las personas que murieron ese día; estaba en casa con sus hijos. La seguridad se ha reforzado en la universidad desde el ataque. En 2015, fue nombrada vicedecana de la División de Asuntos Estudiantiles de la universidad.

### Investigación
Recibió un puesto de investigación en la universidad, donde realiza investigaciones en atmosférica y física espacial, física de partículas, y electrónica. Su investigación se lleva a cabo para resolver los desafíos ambientales de Nigeria. Para reducir el número de árboles cortados para leña, por ejemplo, se realizó un estudio sobre el uso de trozos de madera de proyectos de carpintería para briquetas que podrían utilizarse como combustible, lo que reduciría la velocidad a la que los bosques del país disminuyen. También recopila datos atmosféricos y estudia los efectos de deforestación. Y aerosoles de polvo en temperaturas climáticas. Su objetivo es fomentar una mayor dependencia en Nigeria de las fuentes de energía renovables -como la energía eólica, solar e hidroeléctrica- que son menos dañinas para el medio ambiente que las de los combustibles fósiles.
En 2010, trabajó con C. Matzler, científico en teledetección terrestre y atmosférica, en el Instituto de Física Aplicada de la Universidad de Berna, Suiza, como investigadora visitante durante cuatro meses. En enero de 2013, fue nombrada miembro del Instituto Científico Africano (ASI) en Física,

### Alcance de STEM
Sa'id está activa en STEM. Es cofundadora de la Asociación de Mujeres Físicas de Nigeria en 2011, que alienta a las mujeres a convertirse en físicas, busca mejorar la educación en física en las escuelas y otorga premios a las mujeres jóvenes. También fomenta la participación de los jóvenes como mentores en proyectos científicos locales y nacionales, voluntariado para la Fundación de Antiguos Alumnos del Cuerpo de Paz de Nigeria y la Fundación Visiola. Dice que participa activamente en la difusión de STEM porque hay presión de grupo y obstáculos que las niñas, especialmente las del norte de Nigeria, deben superar para obtener títulos y carreras en estos campos. Además, «más niñas en la ciencia significará que las soluciones que ofrece la ciencia no únicamente se adaptan a las necesidades de un único género».  Además, existe una mayor apreciación por las carreras en las que existen aplicaciones prácticas, como la banca y la medicina.

## Reconocimientos
En 2015 recibió uno de los cinco premios de la Fundación Elsevier para mujeres científicas del mundo en desarrollo. Presentado en colaboración con la Organización para las Mujeres en Ciencia para el Mundo en Desarrollo (OWSD) y La Academia Mundial de Ciencias (TWAS), los premios de ese año fueron para los campos de física y matemáticas, con el premio Sa'id en el campo de física atmosférica. Recibió el premio por su trabajo sobre los desafíos ambientales de Nigeria, que se presentó el 14 de febrero de 2015 en la reunión anual de la American Association for the Advancement of Science (AAAS) en San José, California.
En agosto de 2015, Sa'id fue entrevistada por la periodista de la BBC Claudia Hammond para un artículo sobre el BBC World Service, y fue presentada en la serie anual de BBC's 100 Women (BBC), destacando sus esfuerzos para promover la educación científica en Nigeria. Al año siguiente (2016) apareció en la revista en línea The Nigerian Academia en una lista de distinguidas mujeres nigerianas en la ciencia.

## Defensora
Además de la tutoría que ella hace para el Cuerpo de Paz y Visiola para el alcance de STEM, es una facilitadora para el Consejo Británico Programa de Ciudadanos Activos, que anima a los jóvenes a desarrollar habilidades de comunicación eficientes y pacíficas para el desarrollo sostenible en sus comunidades.
Fue una de las nueve personas honradas como «defensoras» en Nigeria en marzo de 2015 como parte de Día Internacional de la Mujer por el British Council y dos de sus programas de desarrollo, el Programa de Estabilidad y Reconciliación de Nigeria (NSRP) y el programa de Justicia para todos (J4A).